# National Herbarium of Victoria
National Herbarium of Victoria (kód Index Herbariorum: MEL) představuje jeden z nejstarších australských herbářů a jednu z nejstarších vědeckých institucí v státě Victoria. Byl založen roku 1853 a sídlí v australském Melbourne ve státě Victoria.
Tento herbář je také jedním z partnerů projektu Australasian Virtual Herbarium. Účast na projektu zpřístupňuje veškeré informace o svých sbírkách uživatelům.